# Pouteria bracteata
Pouteria bracteata là một loài thực vật thuộc họ Sapotaceae. Đây là loài đặc hữu của Colombia.